# Pluvier fauve
Pluvialis fulva
Vous lisez un « bon article » labellisé en 2025.  Il fait partie d'un « bon thème » labellisé en 2025.
Espèce
Statut de conservation UICN

 LC  : Préoccupation mineure
Le Pluvier fauve (Pluvialis fulva) est une espèce d'Oiseaux limicoles appartenant à la famille des Charadriidae. Il niche en Sibérie et en Alaska et migre principalement dans les îles du Pacifique et en Asie du Sud-Est pour passer l'hiver.
Décrit pendant les expéditions du capitaine James Cook, le Pluvier fauve a longtemps été confondu avec le Pluvier bronzé (Pluvialis dominica), duquel il peut être très difficile à distinguer et avec lequel il partage son aire de reproduction en Alaska. Il ressemble aussi au Pluvier doré (Pluvialis apricaria), qui se reproduit comme lui en Sibérie.
C'est un limicole de taille moyenne, au plumage changeant selon la saison. Il est très contrasté en période de reproduction, avec le dessous noir, le dessus brun tacheté de blanc et de jaune, et une bande blanche allant du front à l'épaule. En hiver, il adopte un plumage plus discret, gris ou chamois moucheté de brun et de blanc. C'est le plus petit et le plus fin des quatre représentants du genre Pluvialis.
Le Pluvier fauve peut parcourir entre 25 000 et 27 000 km par an pour sa migration, en passant de la toundra pierreuse aux côtes du Pacifique. Il est alors peu farouche et s'approche volontiers des habitations, en se regroupant dans des jardins, des parcs ou sur les toits de bâtiments. Certains individus sont apprivoisés et répondent à leur nom.
Emblématique à Hawaï, il y est non seulement nourri et apprivoisé, mais aussi un animal important de la culture locale. Dans la mythologie hawaïenne, il est souvent présenté comme un messager divin.

## Taxonomie

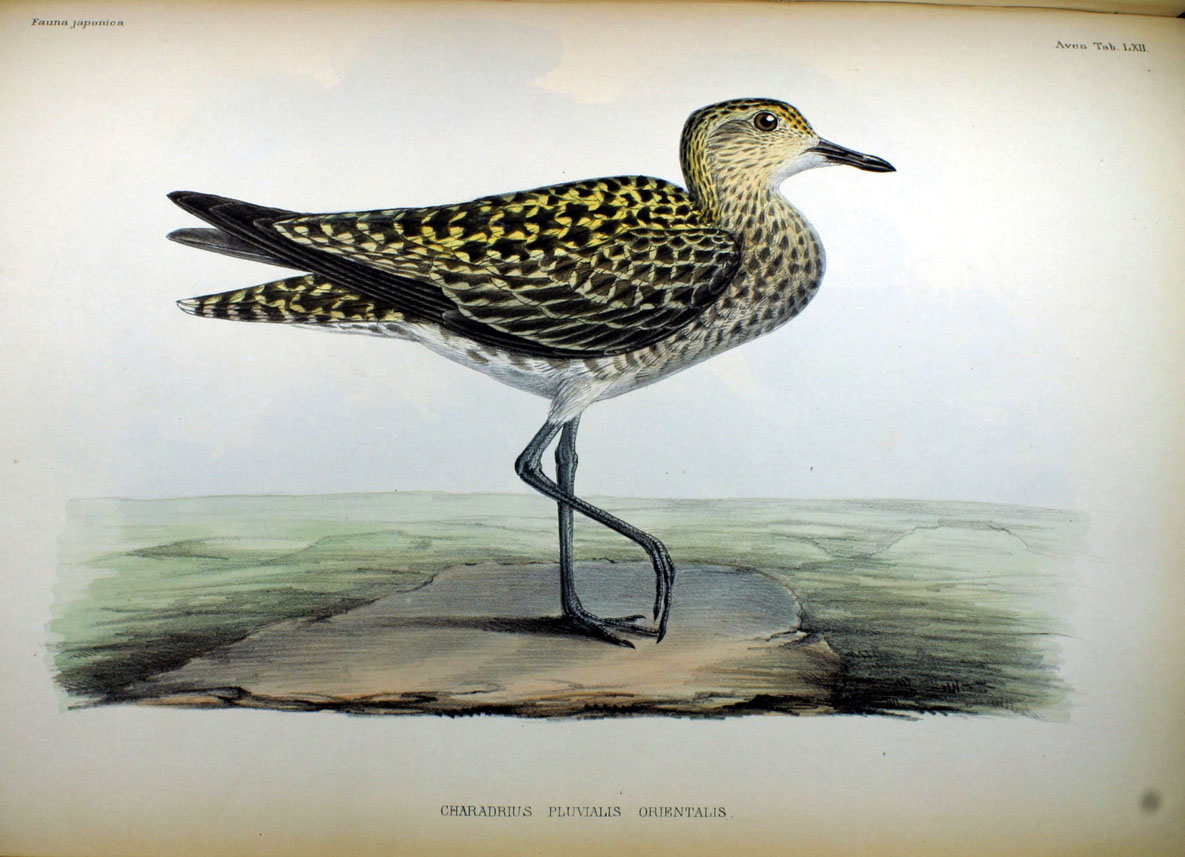
Un Charadrius pluvialis orientalis, ancien nom scientifique du Pluvier fauve, représenté par Philipp Franz von Siebold en 1842.

Comme d'autres oiseaux du Pacifique, le Pluvier fauve est observé et décrit pendant les expéditions du capitaine James Cook. Daniel Solander, un botaniste participant à une exploration sur le navire de Cook en 1770, décrit des oiseaux « exactement comme nos Pluviers dorés anglais » et ne considère pas qu'il s'agisse d'une nouvelle espèce. Puis John Latham, se basant uniquement sur une description, mentionne cette nouvelle espèce dans son livre General Synopsis of Birds, sous le nom de Fulvous Plover. C'est Johann Friedrich Gmelin qui est généralement retenu comme le descripteur de l'espèce, bien qu'il ait seulement traduit les observations de ses prédécesseurs pour les rendre cohérentes avec la classification de Linné. Il nomme le Pluvier fauve Charadrius fulvus dans son ouvrage Systema Naturae paru en 1788-1789. Cet oiseau a aussi été appelé Charadrius auratus longipes (Schlegel, 1854), Charadrius dominicus fulvus et Charadrius pluvialis orientalis.
Il est appelé kolea à Hawaï, Torea à Tahiti et aux Tuamotu, Ti'afe ou ti'ofi dans les langues australes, kuriri chez les Maoris,, et tuli aux Tuvalu. Aux Tonga, le nom de kiu peut désigner le Pluvier fauve, le Tournepierre à collier (Arenaria interpres), la Barge rousse (Limosa lapponica) et le Chevalier errant (Tringa incana). À Uvea, kiu est aussi le nom du Tournepierre à collier, tandis qu'à Niue, ce n'est que le nom du Pluvier fauve.
Son nom binominal est composé de Pluvialis, lié à la pluie, et fulvus, la couleur fauve. En anglais, son nom fait référence à son aire de répartition : il est ainsi appelé Pacific Golden Plover, Asian Golden Plover, Eastern Golden Plover ou Asiatic Lesser Golden Plover.

### Distinction avec le Pluvier bronzé et sous-espèces
Il a longtemps été considéré comme faisant partie d'une seule et même espèce avec le Pluvier bronzé (Pluvialis dominica), car ils ont un plumage très similaire et se reproduisent dans la même zone. Néanmoins, dans un article paru en 1983, Peter G. Connors a distingué ces deux espèces en montrant qu'elles ne s'hybrident pas. Le Pluvier fauve et le Pluvier bronzé sont aujourd'hui considérés comme deux espèces distinctes,. On estime aujourd'hui que la divergence entre les deux espèces a eu lieu il y a environ 1,8 million d'années, et a été causée par les épisodes de glaciation du Pléistocène. Il n'y a pas de sous-espèce reconnue, mais un article paru en 2015 propose de distinguer deux populations : les Pluviers fauves se reproduisant en Alaska et ceux se reproduisant en Sibérie, sur la base de leurs mensurations, de leurs voies migratoires et de leurs périodes de mue différentes.

## Identification

### Dimensions et plumage
C'est un limicole de taille moyenne qui mesure entre 23 et 26 cm, avec une tête large, de grands yeux et un court bec noir,. Son bec mesure environ 2,5 cm, sa queue 6 cm, son tarse 4 cm et son aile 16 cm. Il pèse entre 130 et 150 g. Les Pluviers fauves nichant en Alaska sont en moyenne légèrement plus grands, avec les ailes plus longues et pointues, que ceux nichant en Sibérie.
Le Pluvier fauve présente un plumage différent en période de reproduction et en période d'hivernage, la transition entre les deux pouvant rendre l'identification difficile. Les populations nichant en Alaska muent dans leurs aires d'hivernage, tandis que celles nichant en Sibérie commencent leur mue avant la migration.
En plumage internuptial, il est peu contrasté, avec la poitrine grise ou chamois mouchetée de brun, le ventre blanc et le dos et les ailes d'un brun taché de blanc. La calotte sombre laisse apparaître un sourcil pâle,,. Durant la mue, la poitrine se couvre peu à peu de noir, jusqu'au plumage nuptial, où le dessous est noir de la face jusqu'au ventre, le dessus est moucheté de brun, noir, blanc et doré, avec une bordure blanche qui sépare les deux du front jusqu'aux flancs,. Les individus d'un an atteignent rarement un plumage nuptial aussi contrasté que les individus plus âgés, le dessous n'étant pas aussi noir. Mâles et femelles sont similaires — comme chez la plupart des Charadriidae —, excepté en plumage nuptial où le plumage noir des femelles est mêlé à plus de blanc que celui des mâles,.
Le plumage des juvéniles est brun moucheté de jaune sur le dessus, avec un épais sourcil jaune pâle ou blanc. La poitrine est mouchetée de chamois et de jaune vif, avec des taches le long des flancs, autour du ventre blanc immaculé. Dès novembre, les juvéniles sont difficilement discernables des adultes.

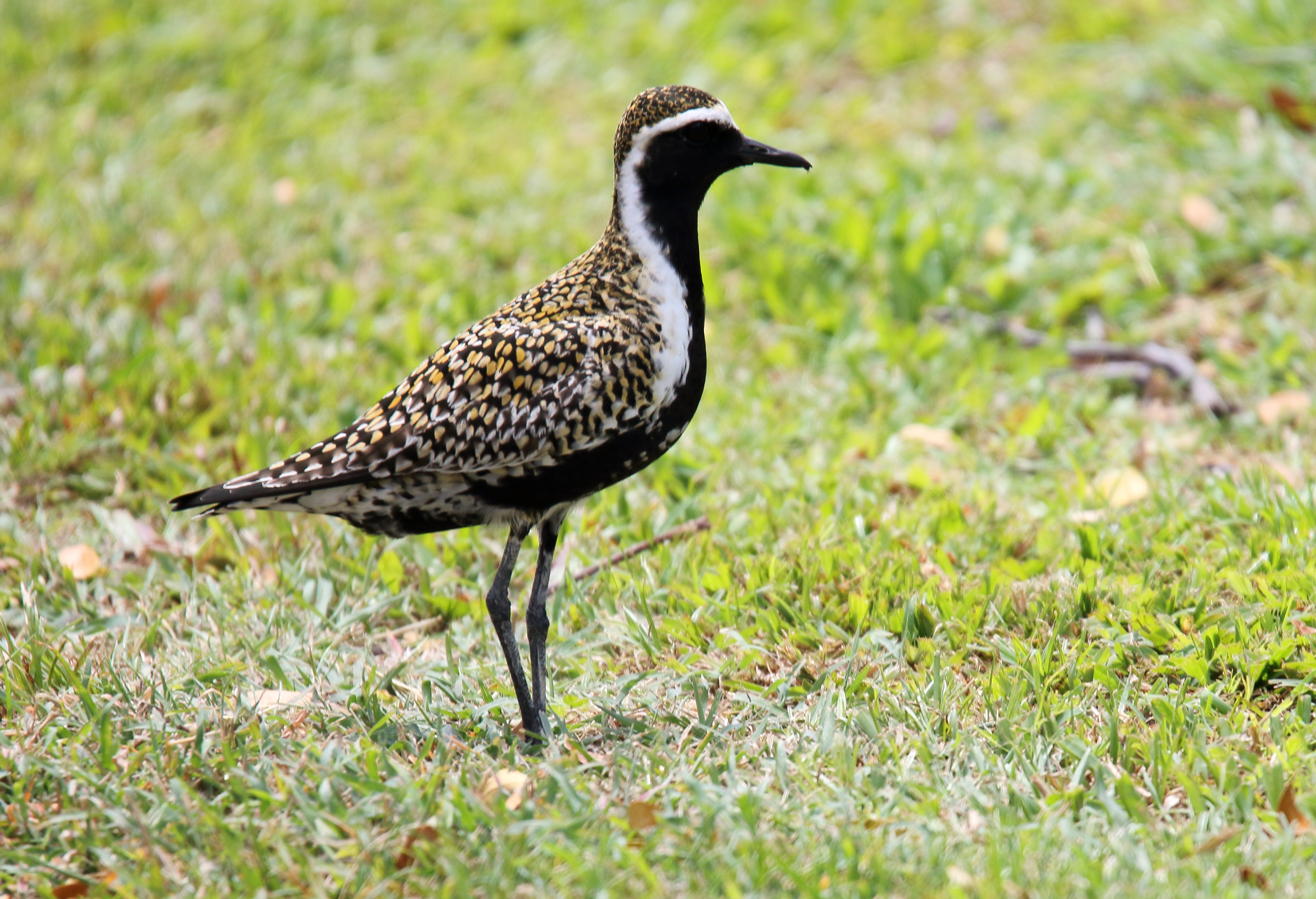
Plumage nuptial.
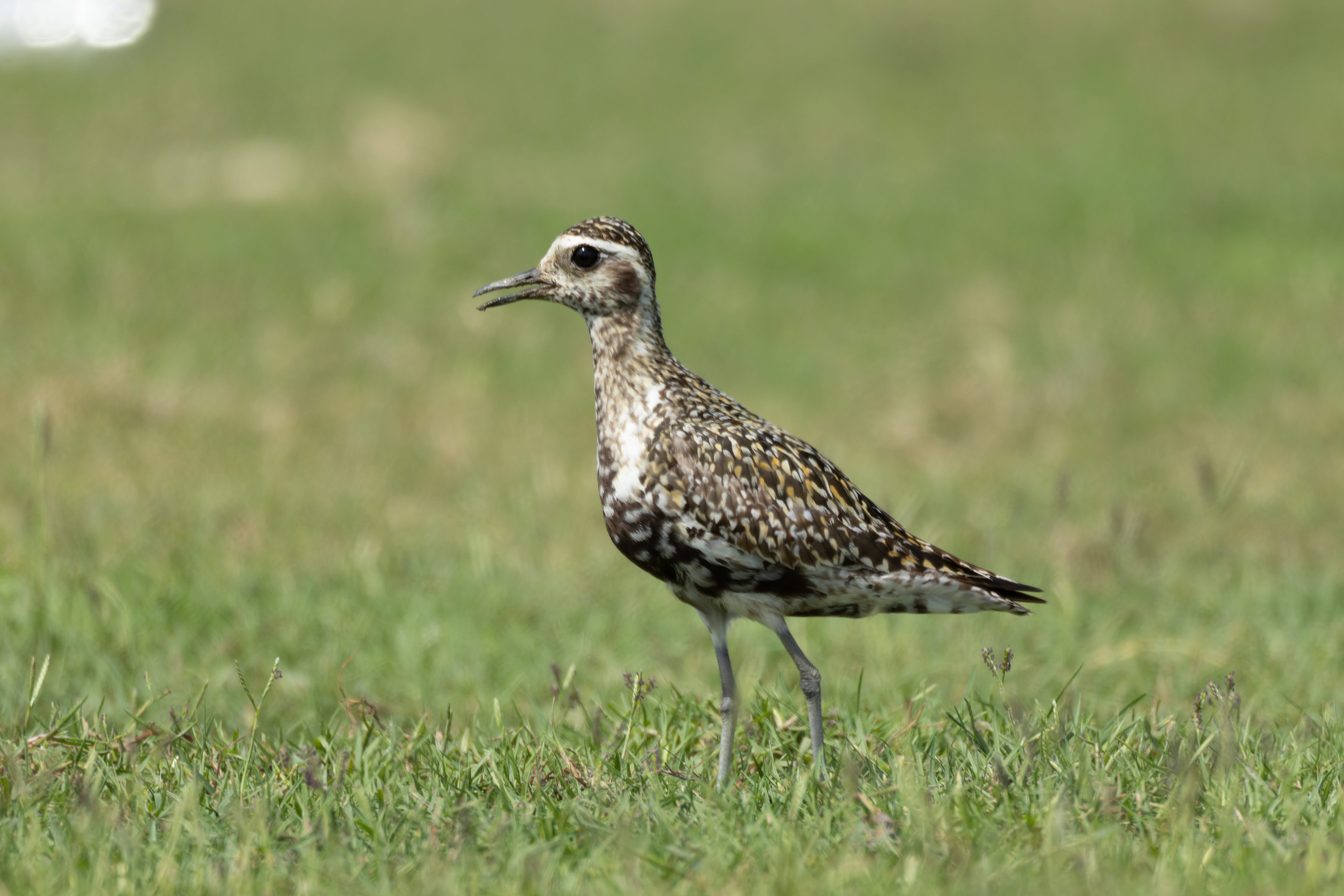
En période de mue, l'oiseau présente un mélange de noir et de blanc sur le dessous du corps.
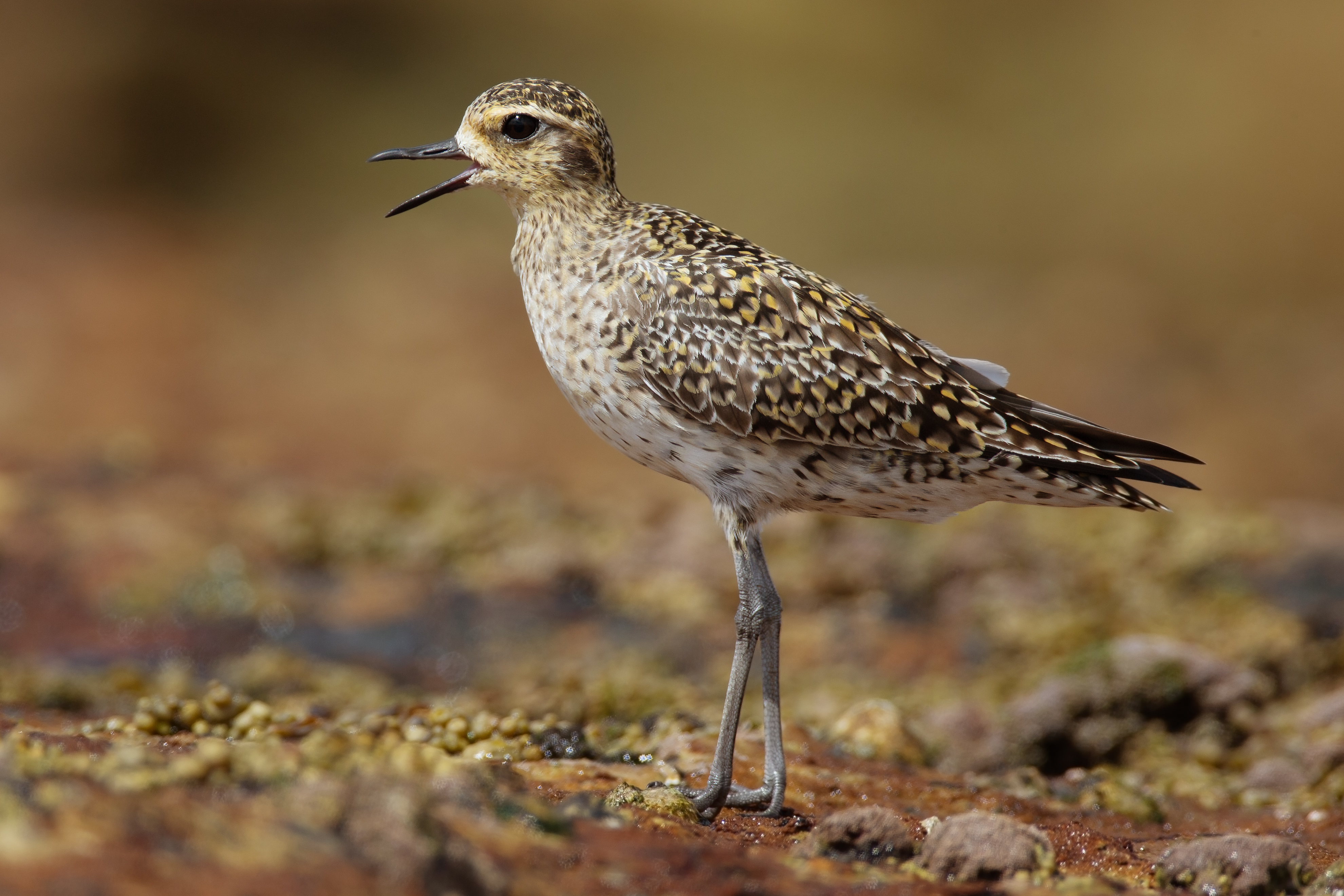
Plumage internuptial.

### Voix
Le Pluvier fauve émet des chants forts en une ou deux syllabes, moins doux que ceux du Pluvier doré : des « tu-ee » ou « chu-wit » rapides qui peuvent rappeler ceux du Chevalier arlequin (Tringa erythropus), ou des « ki-wee » plaintifs comme le Vanneau huppé (Vanellus vanellus).

### Espèces ressemblantes
Le Pluvier fauve peut être très difficile à distinguer du Pluvier bronzé (Pluvialis dominica) et du Pluvier doré (Pluvialis apricaria). Il est plus petit et plus fin que les autres Pluviers, avec les pattes plus longues et sombres. En plumage nuptial, il a plus de blanc sur les flancs, sous la queue et à la base du bec et les mouchetures dorées sur le dessus sont plus nombreuses. Certains spécimens conservés dans des musées sont indéterminés entre le Pluvier bronzé et le Pluvier fauve. La distinction est plus facile chez les juvéniles et en plumage internuptial, le Pluvier fauve étant alors jaunâtre comparé au Pluvier bronzé plus brun-gris. Les mensurations restent le caractère distinctif le plus efficace.

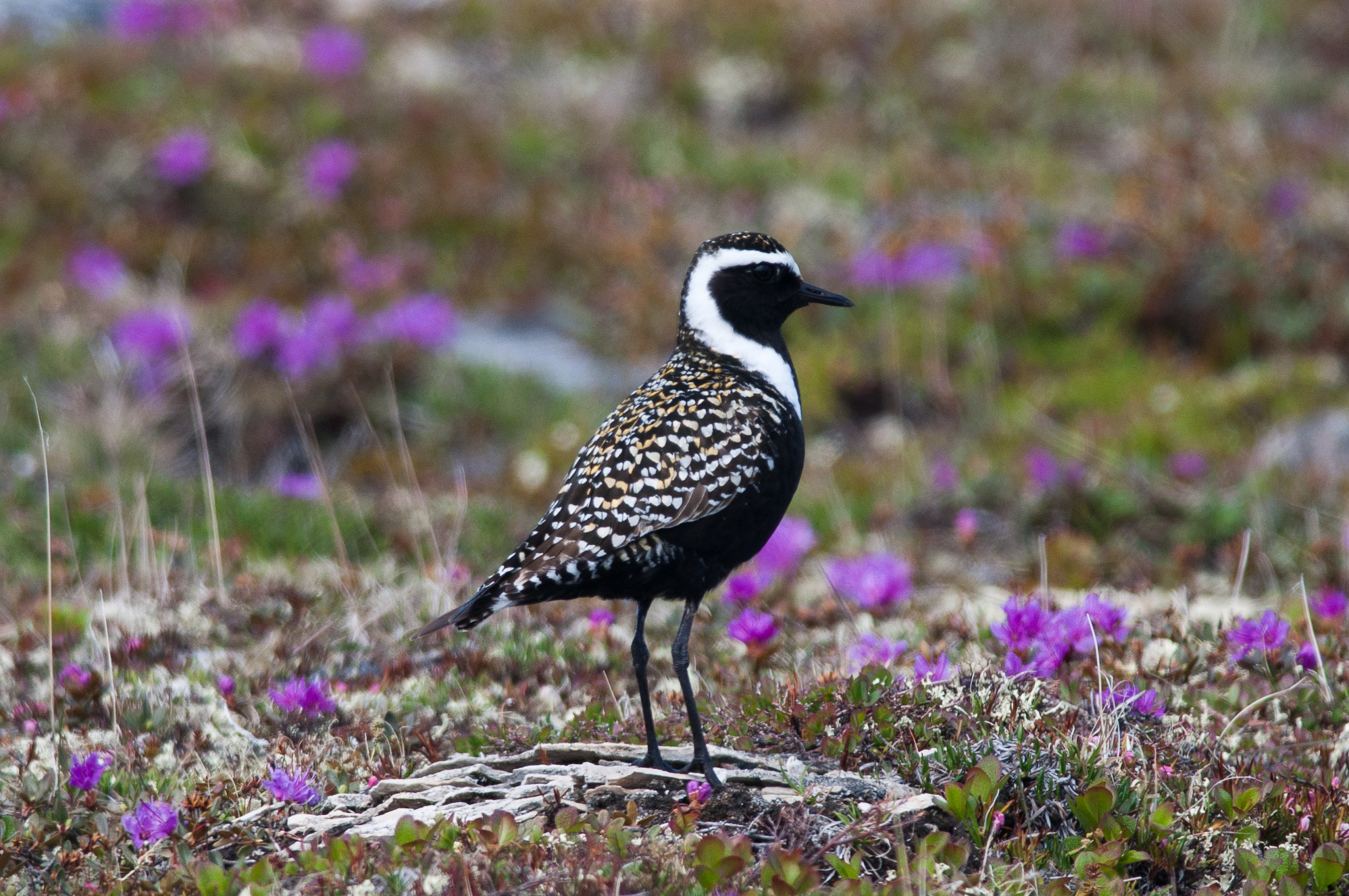
Un Pluvier bronzé (Pluvialis dominica), espèce avec laquelle le Pluvier fauve a longtemps été confondu.
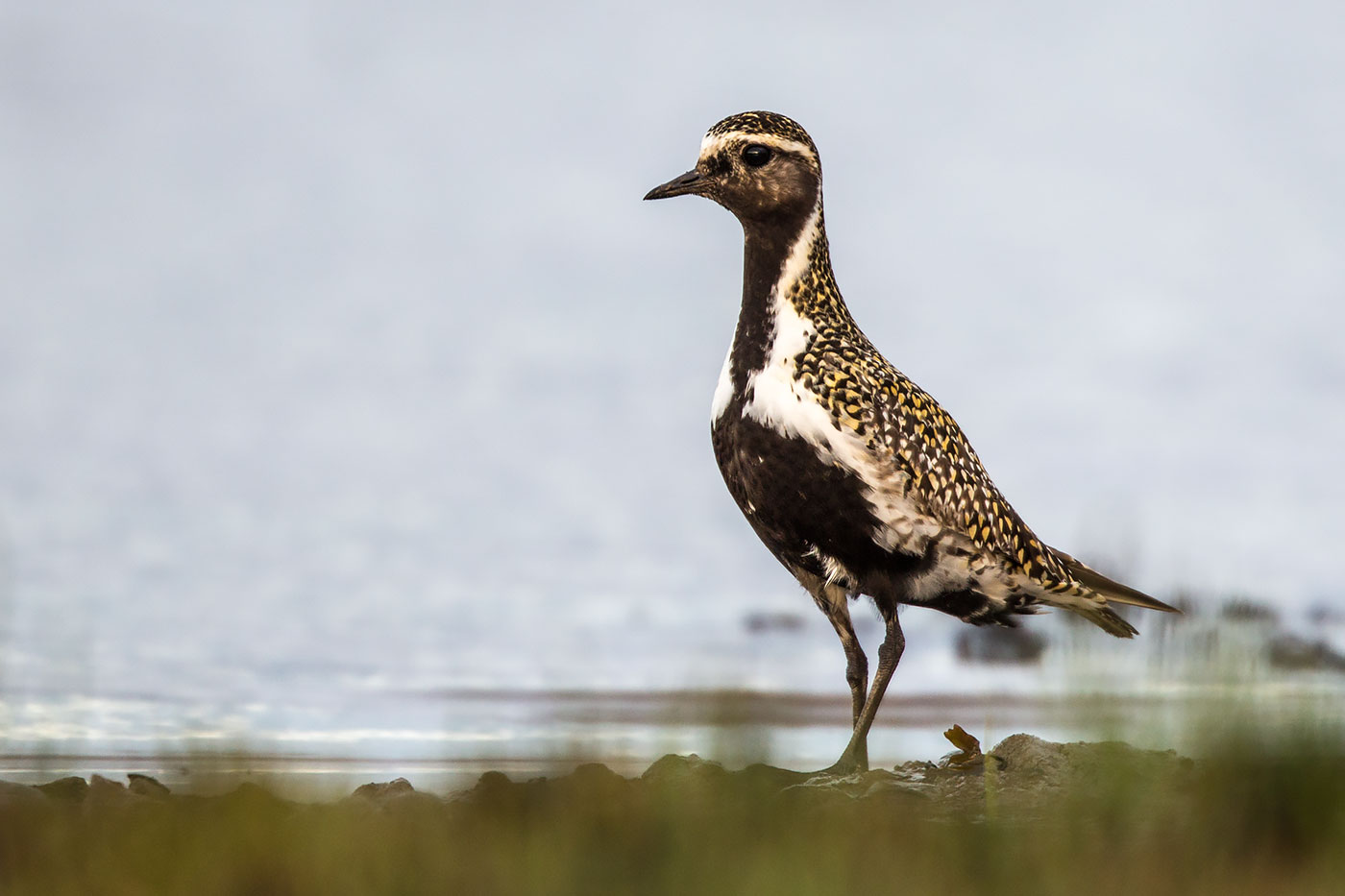
Un Pluvier doré (Pluvialis apricaria).

## Distribution et habitat

### Migration

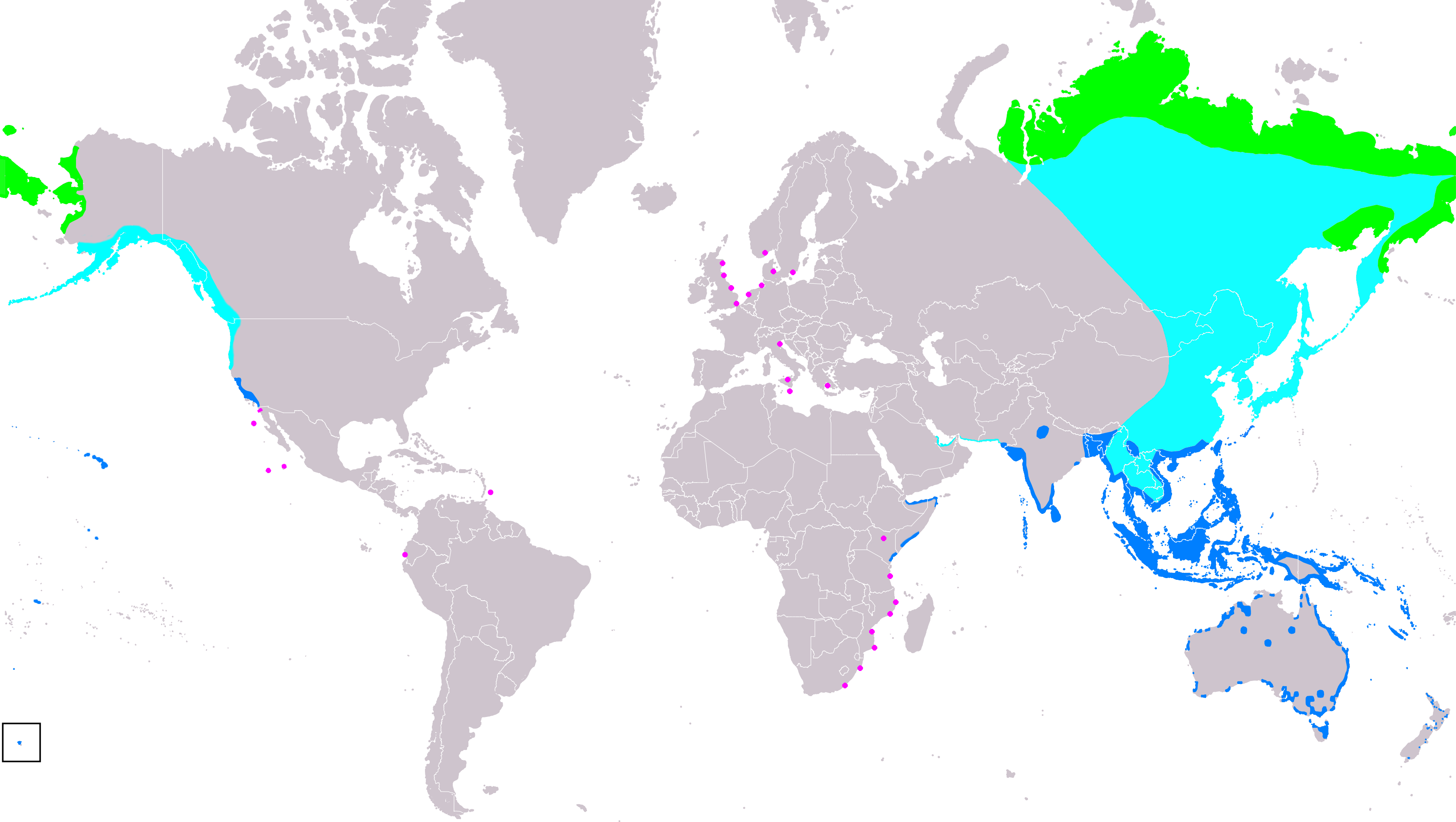
Carte de répartition
Aire de nidification
Voies migratoires
Aire d'hivernage
Individus erratiques

Le Pluvier fauve est un migrateur qui peut parcourir plusieurs milliers de kilomètres d'une traite pour relier sa zone de nidification, en Alaska et en Sibérie, à ses aires d'hivernage, sur les côtes du Pacifique et de l'Océan Indien. Il est présent en Asie, en Amérique du Nord, en Océanie, et plus rarement ou par erratisme en Europe, au Moyen-Orient, en Afrique et en Amérique du Sud,,,. Des observations de Pluviers fauves hivernant régulièrement en Europe ont été relayées jusqu'aux années 1940, mais aucune observation moderne ne vient étayer ces témoignages.
Un suivi par géolocateur a montré que les Pluviers fauves peuvent voler au moins cinq jours sans pause, à une vitesse comprise entre 58 et 63 km/h. Ils peuvent parcourir au total entre 25 000 et 27 000 km par an et empruntent la voie migratoire est-asiatique, par grands groupes volant en V,. Ils rejoignent leurs aires d'hivernage entre août et novembre, puis repartent vers le nord entre fin mars et début avril. Les populations de Pluviers fauves qui nichent en Alaska volent sans arrêt jusqu'aux îles du Pacifique, tandis que ceux nichant en Sibérie survolent les terres et font des haltes migratoires le long des rivières et des lacs de Russie,.

### Aires de nidification

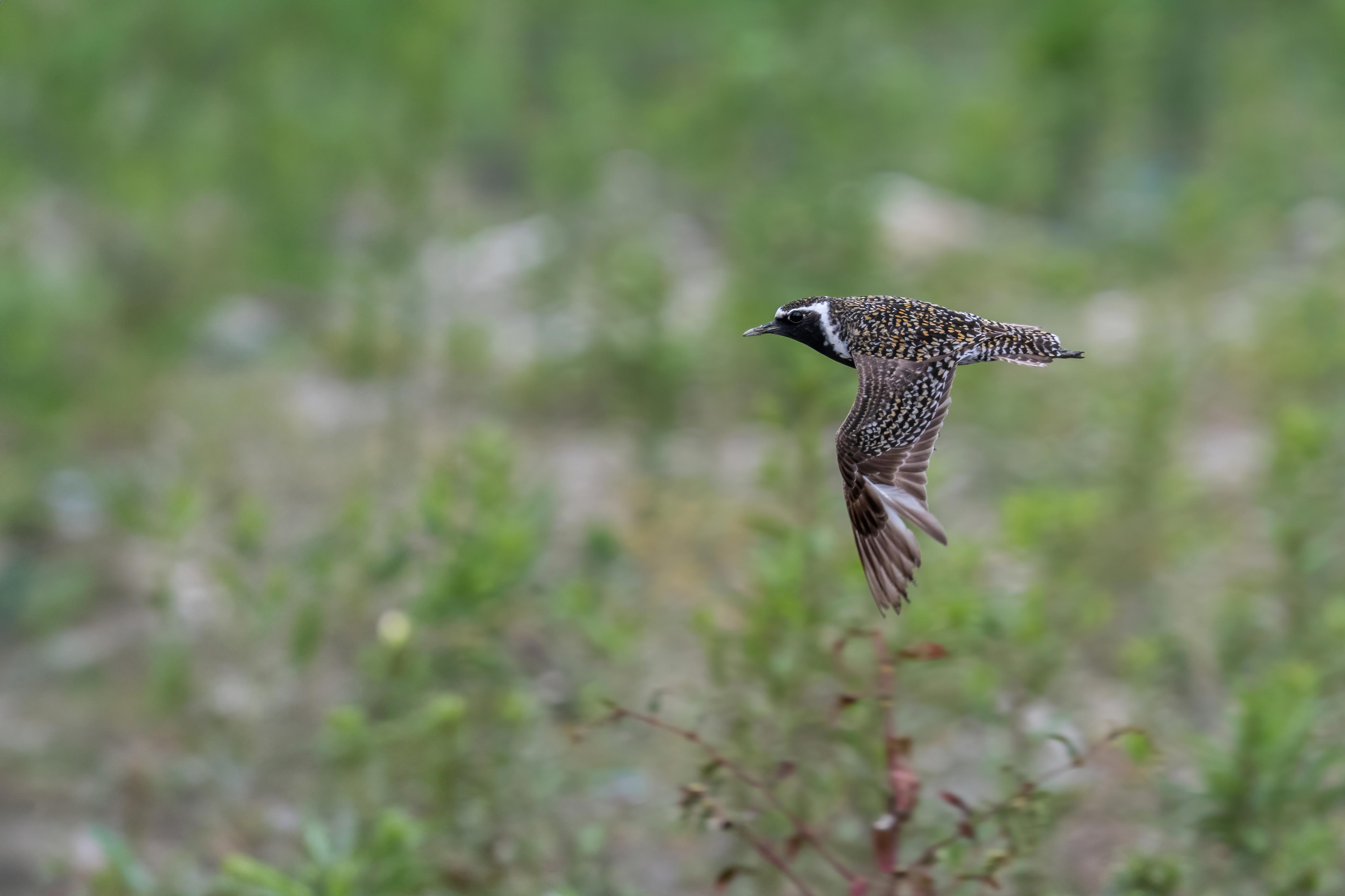
Le Pluvier fauve peut parcourir jusqu'à 27000 km par an pour sa migration.

Le Pluvier fauve se reproduit à une latitude supérieure à 55° nord, en Sibérie et en Alaska, dans une grande zone de toundra interrompue par le détroit de Béring et le golfe de l'Ob,. En Sibérie, il est répandu de la Péninsule de Yamal à l'ouest jusqu'au Kamtchatka au sud-est et le long de l'Ienisseï, dans une aire qui recoupe celle du Pluvier doré (Pluvialis apricaria). En Alaska, il niche le long du golfe de Kotzebue et de la mer de Béring.
On le trouve généralement à une altitude plus basse que le Pluvier doré, bien qu'il puisse nicher en montagne, notamment dans les Hauts-Plateaux tchouktches et le Koriakski. Il apprécie les plateaux pierreux bien drainés, avec de la mousse, du lichen et des buissons assez denses, mais évite les forêts.

### Aires d'hivernage

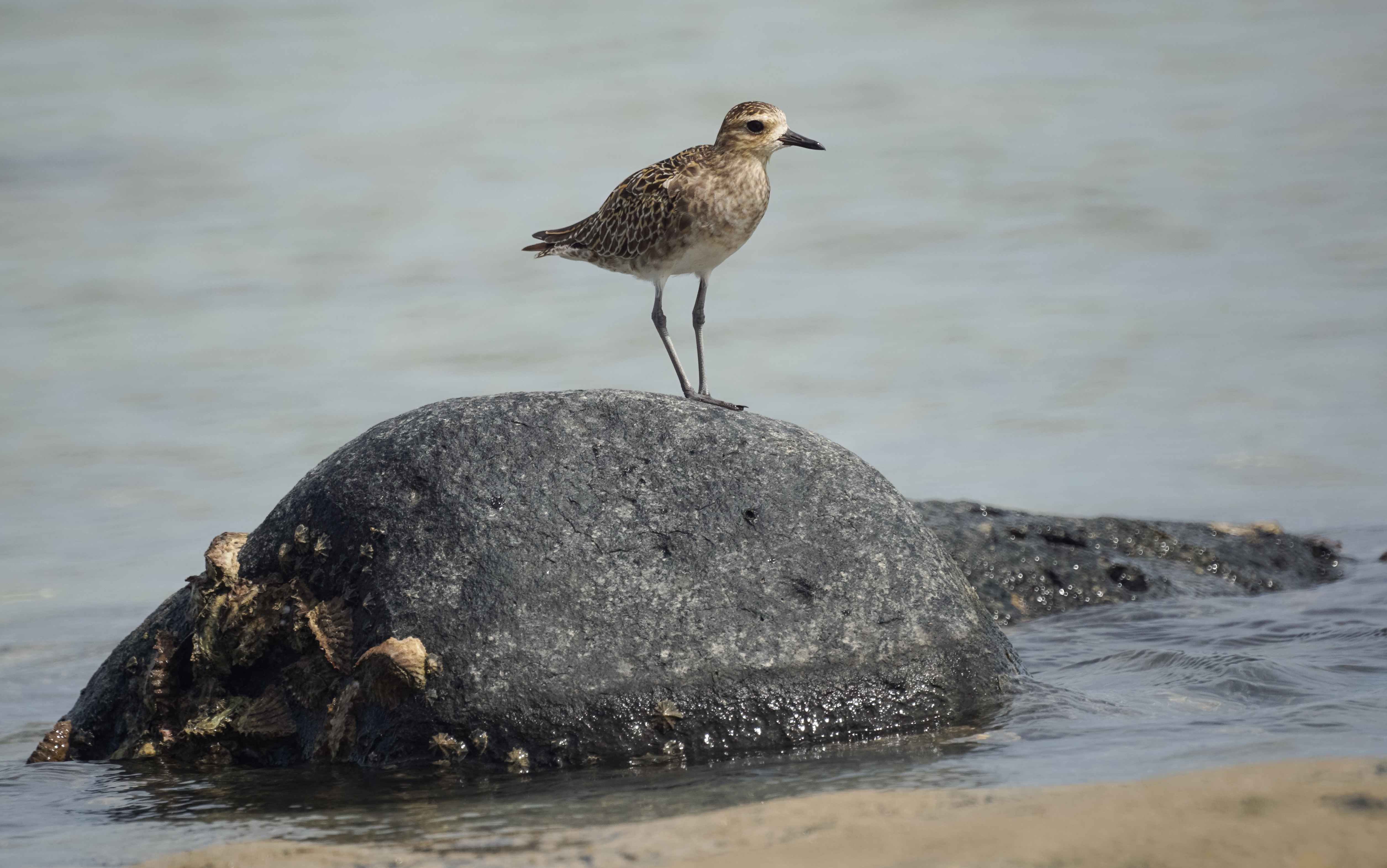
Dans ses aires d'hivernage, ici aux Fidji, le Pluvier fauve vit sur les côtes.

Il migre pour passer l'hiver sur les côtes du Pacifique et de l'océan Indien. Il est alors répandu en Asie du Sud-Est et en Océanie — Hawaï, Nouvelle-Calédonie, Wallis-et-Futuna, Polynésie française, Fidji, Nouvelle-Zélande et Australie —, et occasionnel à Mayotte, en Guadeloupe, sur l'île Clipperton, sur les îles Éparses, en Californie et dans le nord-est de l'Afrique,,. Des individus erratiques ont été observés dans les terres africaines, sur les lacs Nakuru et Turkana, ainsi qu'en Europe, en Nouvelle-Angleterre, dans les îles Galápagos et au Chili.
En hiver, il vit dans les estuaires, les marais, dans les champs labourés et les prairies. Peu farouche, il s'installe aussi à proximité des humains, dans des ports, des parcs, des jardins, voire des terrains d'aviation. La nuit, on peut voir des groupes sur des toits de bâtiments,.

## Comportement

### Alimentation

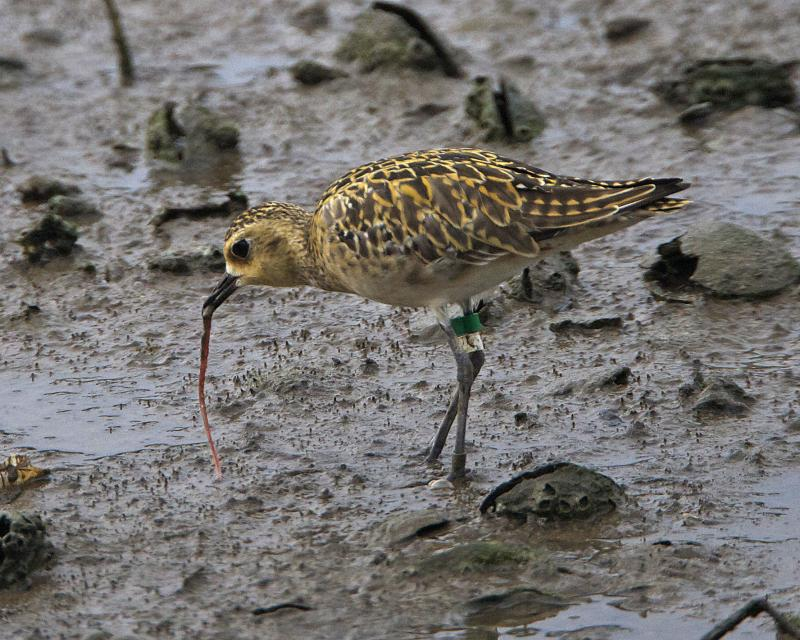
Un Pluvier fauve attrapant un ver.

Le Pluvier fauve se nourrit principalement de crustacés dont des petits crabes, de vers marins et de vers de terre, d'insectes et de larves, d'araignées et de mollusques. Il mange aussi des graines, ainsi que des baies pendant la saison de reproduction,. Il chasse d'une manière caractéristique, marchant rapidement, puis s'arrêtant pour examiner les alentours avec la tête inclinée sur le côté. Il sonde la boue à la recherche de proies enfouies.

### Reproduction

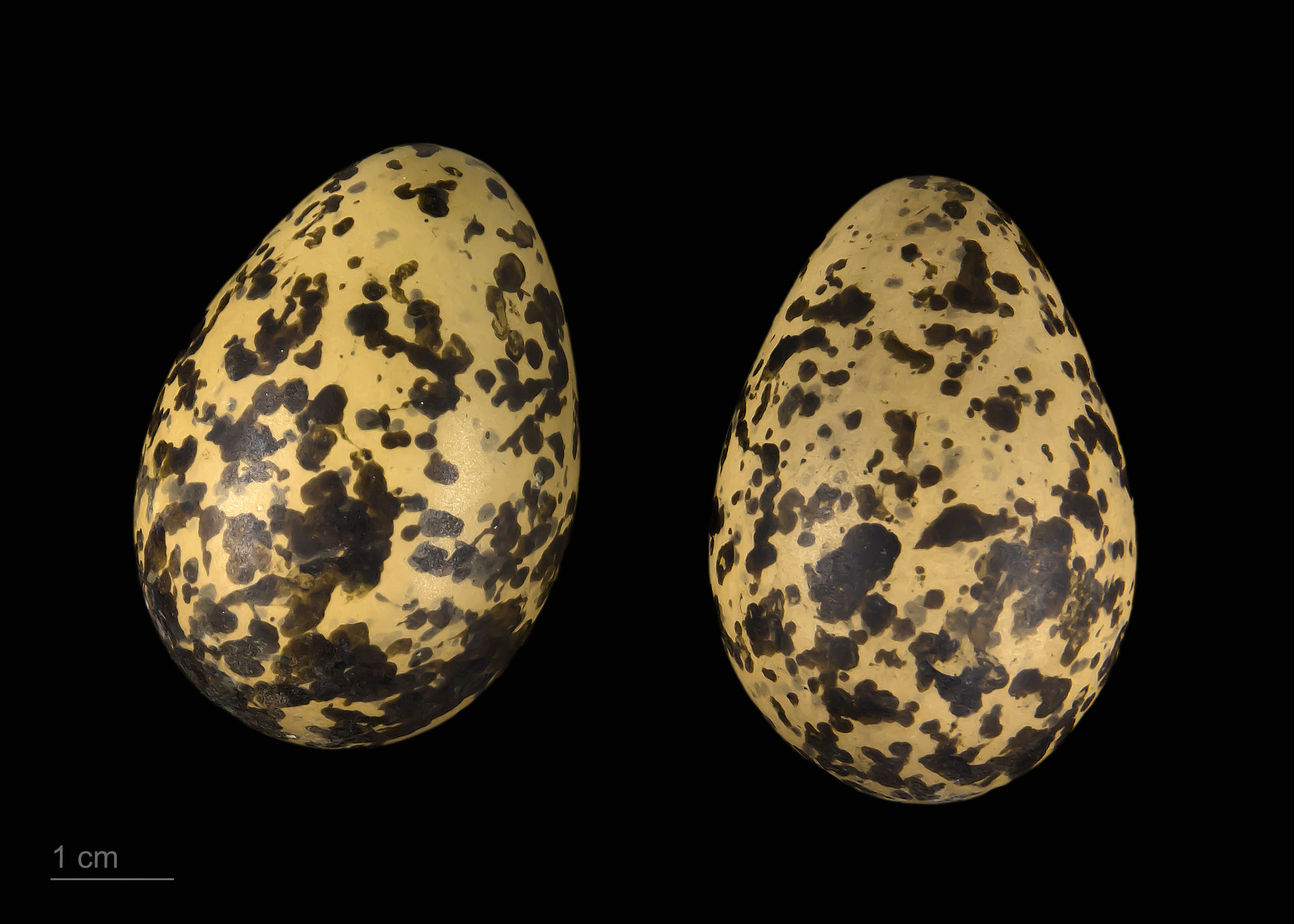
Des œufs de Pluvier fauve collectés en Sibérie et conservés au Muséum de Toulouse.

Son aire de reproduction recoupe celles du Pluvier doré en Sibérie et du Pluvier bronzé en Alaska. La nidification commence en juin-juillet sur un sol de toundra sec, souvent à flanc de colline, sur des crêtes ou sur des hummocks,. 
Le nid est une cuvette légèrement creusée à même le sol, sur un site sec, et garnie de lichen et de mousse. Le Pluvier fauve est très fidèle à son site de nidification et y retourne d'année en année, en réutilisant le même nid, ou en nichant dans un rayon de 100 m alentour. C'est une espèce monogame et les deux parents se partagent l'incubation des œufs, généralement trois ou quatre, qui sont pondus en juin et couvés pendant 26 à 28 jours. Les poussins sont pris en charge par les deux parents ou, si la ponte est tardive, par le mâle seul. Les jeunes prennent leur envol entre 22 et 33 jours,.
La durée d'une génération est de 5,6 ans et l'âge maximum connu est de 26 ans,.

### Proximité avec les humains

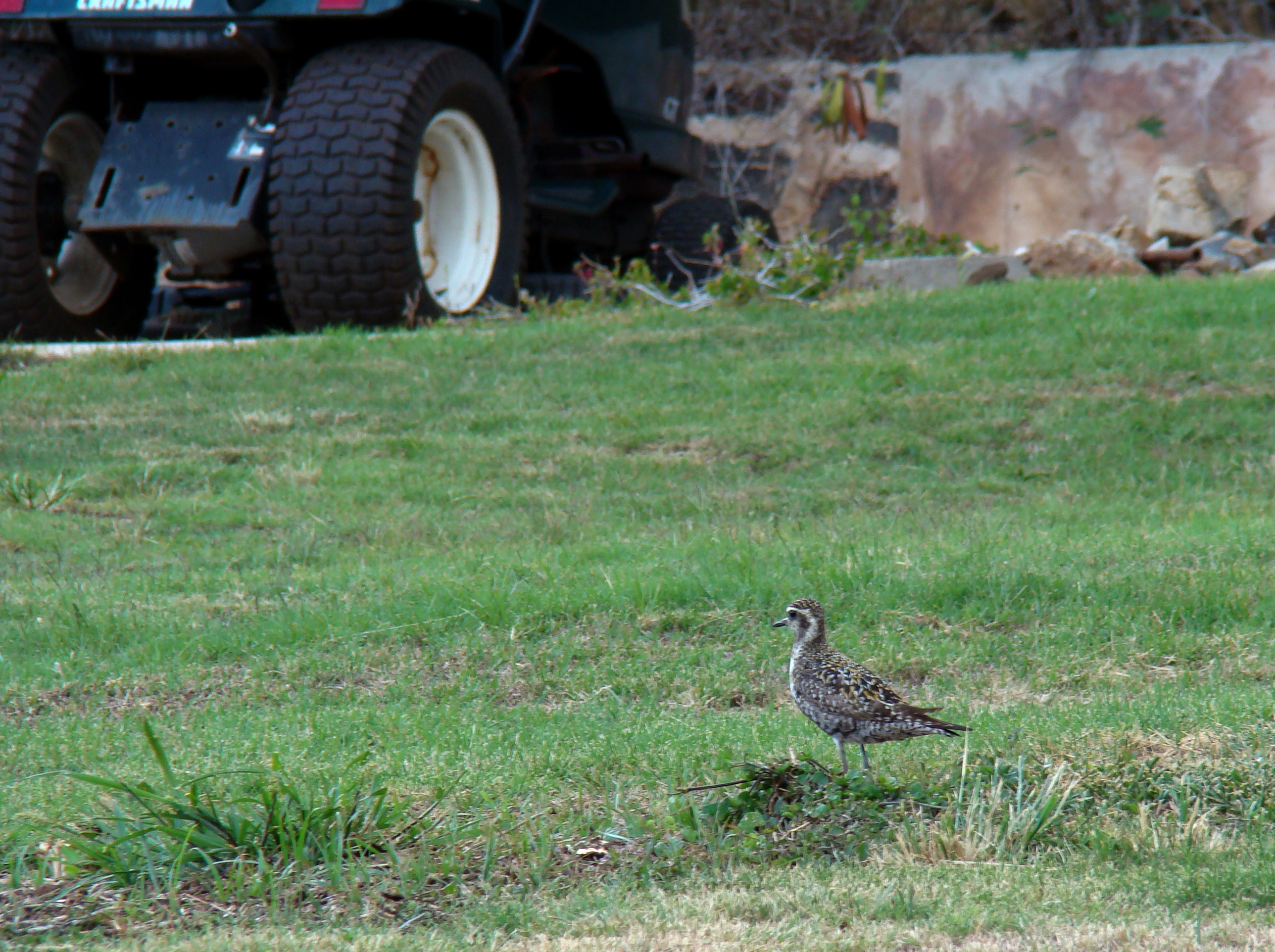
Dans leurs aires d'hivernage, les Pluviers fauves s'approchent volontiers des humains.

Le Pluvier fauve n'est pas farouche et est habitué à la proximité avec les humains, se regroupant parfois sur les toits de bâtiments. Il est si emblématique à Hawaï que certaines personnes en nourrissent, voire en apprivoisent. Certains individus répondent à leur nom et s'habituent même aux animaux de compagnie, comme les chiens.

## Effectifs, menaces et protection
La population n'est pas connue en 2025. Les derniers chiffres officiels rapportés par Wetlands International datent de 2006 : les effectifs étaient alors estimés entre 190 000 et 250 000 individus. Du fait de sa population nombreuse et de son aire de répartition étendue, il est classé en préoccupation mineure par l'Union internationale pour la conservation de la nature (UICN). Le déclin de la population n'est pas assez important pour que l'espèce soit considérée comme vulnérable,.
Le Pluvier fauve a probablement été consommé traditionnellement par les populations des îles du Pacifique. Au XXe siècle, il a été affecté par la chasse récréative, dans une moindre mesure que le Pluvier bronzé, car il emprunte des voies migratoires maritimes et non terrestres comme celui-ci.

## Dans la culture

### En Polynésie
Le Pluvier fauve est présent dans plusieurs légendes polynésiennes. À Niue, la légende veut que cet oiseau de mer chante à marée haute puis à nouveau à marée basse pour informer le pêcheur du changement de marée. Les navigateurs polynésiens s'aidaient des Pluviers fauves et des Courlis d'Alaska lors de longs voyages, pour s'orienter entre Tahiti et Hawaï.
Aux Tonga, le kiu — nom donné entre autres au Pluvier fauve — joue un grand rôle dans la création de l'humanité : selon les récits, il est la monture céleste d'un messager qui prend finalement la forme d'un oiseau avant de créer l'univers. Dans d'autres versions, c'est un kiu qui, grattant le sol à la recherche de nourriture, trouve des fruits puis des vers qui deviendront les êtres humains.
À Uvea, Niue et Rennell, une légende raconte qu'un kiu met au défi un bernard-l'hermite à la course. Le crustacé le pince et se déclare vainqueur, puis le kiu reprend sa course avec un polili (Chevalier errant). À la nuit tombée, le bernard-l'hermite sort de sa coquille, puis continue la course sans que les oiseaux s'en aperçoivent. Il gagne et se déclare maître d’une petite île, d'où les oiseaux sont chassés, ou bien maître de l'océan, selon les versions. Cette légende est représentée sur un timbre de Wallis-et-Futuna en 2024. Dans une autre légende de Niue, le Pluvier gagne à cache-cache avec un crabe, ce qui est la raison pour laquelle les humains ne peuvent pas trouver son nid.

### À Hawaï
Le Pluvier fauve est présent dans la mythologie hawaïenne, où les éléments de la nature sont considérés comme des manifestations physiques d'esprits,. Le personnage légendaire Kumukahi peut prendre la forme d'un homme ou d'un Pluvier selon son envie. Avec d'autres oiseaux migrateurs, le Pluvier est un messager divin : par exemple dans la légende du dieu du vent Paka'a, où il est envoyé par des chefs divins pour porter des messages d'île en île, ou dans d'autres récits où il est le messager attitré de certains dieux. Parmi les récits d'offenses aux dieux, l'histoire de Kumu-hana raconte comment ce chasseur d'oiseaux, tuant des Pluviers alors qu'il n'en a pas besoin pour se nourrir et ignorant les mises en garde de son voisin, est puni par un groupe de Pluviers qui entrent dans sa maison et lui donnent des coups de becs et de griffes jusqu'à ce qu'il meure.
Nathaniel Bright Emerson (en) rapporte un hula — une danse traditionnelle hawaïenne — dédié au Pluvier, dans lequel les danseurs prennent une posture agenouillée pour imiter l'oiseau.

### Philatélie
Le Pluvier fauve est représenté sur 32 timbres par 15 administrations postales différentes, parfois sous le nom de Pluvier doré : Aitutaki (1981, 1982 et 1983) ; Barbade (1994) ; le territoire britannique de l'océan Indien (2004) ; États-Unis (1984) ; Fidji (2004) ; Polynésie française (1982 et 2010) ; Guyana (2007) ; Kiribati (1982, 1987 et 2004) ; Îles Marshall (1989, 1990, 1999 et 2002) ; Niue (1998) ; Palaos (1990 et 2018) ; Tokelau (1993, 1994 et 2007) ; Tonga (1998) ; Tuvalu (1998 et 2023) et Wallis-et-Futuna (1987).